# Векторна величина
Векторна величина — фізична величина, що є вектором (тензором рангу 1). Протиставляється з одного боку скалярним (тензор рангу 0), з іншого — тензорним величинам (строго кажучи — тензор рангу 2 і більше). Також може протиставлятися тим чи іншим об'єктам зовсім іншої математичної природи.
У більшості випадків термін вектор вживається у фізиці для позначення вектора в так званому «фізичному просторі», тобто у звичайному тривимірному просторі класичної фізики або в чотиривимірному просторі-часі в сучасній фізиці (в останньому випадку поняття вектора і векторної величини збігаються з поняттям 4-вектора і 4-векторної величини).
Вживання словосполучення «векторна величина» практично вичерпується цим. Що ж стосується вживання терміна «вектор», то воно, попри тяжіння за замовчуванням до цього ж поля застосовності, у великій кількості випадків все-таки досить далеко виходить за такі рамки.

## Вживання термініввекторівекторна величинау фізиці
В цілому у фізиці поняття вектора практично повністю збігається з таким в математиці. Однак є термінологічна специфіка, пов'язана з тим, що в сучасній математиці це поняття є абстрактним (щодо потреб фізики).
В математиці, вимовляючи «вектор», розуміють швидше вектор взагалі, тобто будь-який вектор будь-якого скільки завгодно абстрактного лінійного простору будь-якої розмірності й природи, що, якщо не докладати спеціальних зусиль, може призводити навіть до плутанини (не так, звичайно, по суті, скільки за зручністю слововживання). Якщо ж необхідно конкретизувати, в математичному стилі доводиться або говорити досить довго («вектор такого-то і такого-то простору»), або мати на увазі явно описаний контекст.
У фізиці ж практично завжди мова йде не про математичні об'єкти (що мають ті чи інші формальні властивості) взагалі, а про певну їх конкретну («фізичну») прив'язку. З огляду на ці міркування конкретності з міркуваннями стислості й зручності, можна зрозуміти, що термінологічна практика в фізиці помітно відрізняється від математичної. Однак вона не входить до останньої в явне протиріччя (укр. : цілковите заперечення). Цього вдається досягти кількома простими «прийомами». Перш за все, до них відносять угоду про вживання терміна за замовчуванням (коли контекст особливо не обмовляється). Так, у фізиці, на відміну від математики, під словом вектор без додаткових уточнень зазвичай розуміється не «якийсь вектор будь-якого лінійного простору взагалі», а перш за все вектор, пов'язаний зі «звичайним фізичним простором» (тривимірним простором класичної фізики або чотиривимірним простором фізики релятивістської). Для векторів же просторів, не пов'язаних прямо і безпосередньо з «фізичним простором» або «простором-часом», якраз застосовують спеціальні назви (іноді включають слово «вектор», але з уточненням). Якщо вектор деякого простору, не пов'язаного прямо і безпосередньо з «фізичним простором» або «простором-часом» (і яке важко відразу якось виразно характеризувати), вводиться в теорії, він часто спеціально описується як «абстрактний вектор».
Все сказане ще більшою мірою, ніж до терміну «вектор», належить до терміну «векторна величина». Замовчування в цьому випадку ще жорсткіше, мається на увазі прив'язку до «звичайного простору» або простору-часу, а вживання щодо елементів абстрактних векторних просторів швидше практично не зустрічається принаймні таке застосування бачиться рідкісним винятком (якщо взагалі не застереженням).
У фізиці векторами найчастіше (а векторними величинами — практично завжди) називають вектори двох схожих між собою класів:
- в класичній фізиці (класичній механіці, електродинаміці в класичному тривимірному формулюванні й в інших галузях фізики, що переважно сформувалися до початку XX століття) векторними величинами або просто векторами називають, як правило, вектори звичайного тривимірного простору — тобто звичайні «геометричні» вектори або, бути може, що відрізняються від таких на скалярний множник (в тому числі й на множник розмірний). Хоча в цих галузях фізики фактично і застосовувалися різноманітні об'єкти, усвідомлювані нинішньою математикою як вектори — у фізичній термінології це майже не отримало відображення (так, наприклад, перетворення Фур'є в класичній електродинаміці й класичної теорії суцільних середовищ досить інтенсивно застосовується, але традиційно майже не розглядається в контексті класичної з використанням слова «вектор» стосовно функцій, хоча з математичної думки це було б цілком законно). Мабуть, єдиним явним винятком із правила є досить вільне векторами елементів фазового або конфігураційних просторів.
- в релятивістській фізиці (починаючи з Пуанкаре, Планка і Міньковського) і, значною мірою, в сучасній теоретичній фізиці під векторами й векторними величинами розуміються насамперед вектори чотиривимірного простору-часу і безпосередньо з ним пов'язані (що відрізняються на скалярний множник від векторів 4-переміщення) — 4-вектори.
- у квантовій механіці, квантовій теорії поля і т. д. слово «вектор» стало стандартно застосовуватися і для позначення такого об'єкта, як вектор стану. Цей вектор може мати в принципі будь-яку розмірність, а як правило — нескінченновимірний. Однак плутанини практично не виникає, оскільки слово вектор тут використовується виключно в стійкому поєднанні «вектор стану», і ніколи окремо, за винятком хіба що випадків, коли контекст вже настільки очевидний, що плутанина просто неможлива (наприклад, при повторному вживанні окремого слова вектор щодо об'єкта, який тільки що перед цим був названий, як вектор стану або при використанні однозначних специфічних позначень — таких, наприклад, як дужки Дірака, — або відповідних їм термінів. Для низки векторів специфічних просторів використовуються спеціальні слова (такі, як, наприклад спінор) або явні назви (вектор колірного простору, ізотопний спін тощо). При тому що словосполучення «векторна величина» практично ніколи не застосовується до таких абстрактних векторів. Все це дозволило терміну «векторний» зберегти як, мабуть, основного сенсу — сенс 4-вектора. Саме цей сенс вкладається в терміни векторне поле, векторна частка (векторний бозон, векторний мезон); сполучений сенс в подібних термінах має і слово скалярний.